# Vương Cảnh Sùng
Vương Cảnh Sùng (chữ Hán: 王景崇, bính âm: Wang Jingchong, 847 - 883), thụy hiệu Thường Sơn Trung Mục vương (常山忠穆王), là Tiết độ sứ Thành Đức dưới triều đại nhà Đường trong lịch sử Trung Quốc. Ông cai trị từ năm 866 đến 883, bán li khai với chính quyền nhà Đường.

## Thân thế và thuở thiếu thời
Vương Cảnh Sùng chào đời vào năm 847 dưới triều vua Tuyên Tông nhà Đường. Khi đó tổ phụ của ông là Vương Nguyên Quỳ còn đang giữ chức Tiết độ sứ ở Thành Đức. Vương Nguyên Quỳ lấy công chúa Phổ An nhà Đường, có được 2 người con, trưởng là Thiệu Đỉnh, thứ là Thiệu Ý. Vương Cảnh Sùng là con trai thứ hai của Vương Thiệu Đỉnh, trên ông còn có một người anh là Vương Cảnh Dận, nhưng Cảnh Dận lại là con vợ thứ còn Cảnh Sùng do chính thất sinh ra, vì thế giữ quyền kế tục.
Năm 855, Vương Thiệu Đỉnh lên thay Vương Nguyên Quỳ. Năm 857, Vương Thiệu Đỉnh qua đời, vì khi đó Vương Cảnh Sùng mới có 10 tuổi nên quân trung ủng hộ Vương Thiệu Ý lên làm Tiết độ sứ, được sự công nhận của chính quyền trung ương.
Dưới thời Vương Thiệu Ý, Vương Cảnh Sùng được phong làm Trấn châu đại đô đốc phủ tả tư mã, Tri phủ sự, Đô tri binh mã sử. Năm 866, Thiệu Ý bệnh nặng, bèn gọi Cảnh Sùng đến mà dặn rằng
Người anh đã mất của tao khi trước thấy mày còn trẻ tuổi, nên giao binh quyền và chính sự cho tao. Nay thì mày đã trưởng thành, có thể giao lại quân chánh cho. Về sau phải biết nỗ lực cố gắng, trên trung với triều đình, dưới kết giao với lân bang, không làm đổ cơ nghiệp của vong huynh. Như thế là công của mày đó.

## Cai trị thời kì đầu
Sau khi Vương Thiệu Ý qua đời, triều đình nhà Đường hạ chiếu phong cho ông làm Trung Vũ tướng quân, Tả Kim Ngô Vệ tướng quân đồng chánh, Kiểm giáo Hữu tán kị thường thị, Thành Đức quân tiết độ quan sát lưu hậu, sau đó chính thức phong làm Tiết độ sứ, Kiểm giáo công bộ thượng thư.
Vương Cảnh Sùng do thân phận là cháu nội của công chúa Phổ An nên rất được chính quyền trung ương ân sủng. Vào năm 868, Bàng Huân ở Từ châu nổi dậy chống lại triều đình. Cảnh Sùng sai đại tướng dẫn quân hỗ trợ vương sư, cuối cùng dẹp được Bàng Huân. Do lập được đại công, ông được vua Đường Ý Tông phong làm Kiểm giáo hữu phó xạ, Thái Nguyên huyện nam, thực ấp 300 hộ. Sau khi tổ mẫu Chương Huệ trưởng công chúa qua đời, Cảnh Sùng để tang đúnh lễ nghĩa, nên được các đại thần triều đình khen ngợi. Năm 870, có chiếu phong ông làm Tả Kim Ngô thượng tướng quân, tiến Kiểm giáo tư không. Cùng năm, phong Đồng trung thư môn hạ bình chương sự, gia Kiểm giáo thái úy, tước Triệu quốc công, thực ấp 3000 hộ, thực phong 200 hộ, sau còn tiến phong Thường Sơn quận vương.
Năm 870, Tiết độ sứ Ngụy Bác Hà Toàn Hạo bị binh sĩ dưới quyền giết chết; tướng Hàn Doãn Trung được ủng hộ lên giữ chức Tiết độ sứ. Vương Cảnh Sùng dâng biểu lên triều đình xin công nhận Hàn Doãn Trung. Triều đình chấp thuận để Doãn Trung làm Tiết độ sứ mới ở Ngụy Bác.

## Cai trị thời kì sau
Năm 873 dưới thời Đường Hi Tông, Vương Cảnh Sùng được phong chức Trung thư lệnh, sang năm 875 đổi làm Thị trung. Trong thời gian này, mẹ ông là Tần quốc phu nhân qua đời, Cảnh Sùng phải giải chức chịu tang, nhưng dường như ngay lập tức được phục chức.
Lúc này nhà Đường ngày một suy yếu, khởi nghĩa nông dân nổ ra khắp nơi. Năm 880, nghịch tặc Hoàng Sào chiếm được kinh thành Trường An, Đường Hi Tông phải bỏ chạy về Kiếm Nam. Hoàng Sào xưng quốc hiệu là Đại Tề. Vương Cảnh Sùng cùng Tiết độ sứ Nghĩa Vũ Vương Xử Tồn ban hịch mộ quân thảo tặc, rồi kéo về Trường An giao tranh cùng lực lượng Hoàng Sào. Vương Cảnh Sùng cũng cử quân đi, nhưng ông không trực tiếp tham gia chỉ huy chiến dịch này. Đồng thời ông sai người đến chỗ vua Hi Tông để hỏi thăm và nộp khoản triều cống. Sau khi Hoàng Sào bị dẹp yên, Vương Cảnh Sùng được phong làm Thái úy.
Năm 883, Vương Cảnh Sùng qua đời, thọ 36 tuổi. Quân trung ủng hộ trưởng tử của ông là Vương Dung khi đó mới lên 10, nắm quyền trong trấn. Triều đình nhà Đường (đang khủng hoảng trầm trọng) đã đồng ý công nhận Vương Dung là Tiết độ sứ.